# Przygodzice
Przygodzice (deutsch Groß Pschygodschitz, 1943–1945 Hirschteich) ist ein Dorf und Sitz der gleichnamigen Landgemeinde in Polen. Der Ort liegt im Powiat Ostrowski (Großpolen) der Wojewodschaft Großpolen.

## Gemeinde
Zur Landgemeinde (gmina wiejska) Przygodzice gehören 14 Ortsteile (deutsche Namen, amtlich bis 1945) mit einem Schulzenamt (sołectwo):
- Antonin (Antonin, 1943–1945 Antonshof)[3]
- Bogufałów
- Chynowa (Chynow, 1943–1945 Schinow)[5]
- Czarnylas (Schwarzwald)[4]
- Dębnica (Dembnitza , 1943–1945 Eichwald)[4]
- Hetmanów (Erdmannsberg)
- Janków Przygodzki (Jankow Pschygodzki, 1943–1945 Johanneshöh)[3]
- Ludwików (Ludwikow, 1943–1945 Ludwigshof)[4]
- Przygodzice (Groß Pschygodschitz, 1943–1945 Hirschteich)[4]
- Przygodziczki (Klein Pschygodschitz, 1943–1945 Kleinhirschteich)[5]
- Smardów (Smardow, 1943–1945 Wiesendorf)
- Topola Wielka (Groß Topola, 1943–1945 Großpappeln)[4]
- Topola-Osiedle (Klein Topola, 1943–1945 Klein-Pappol)[3]
- Wysocko Małe (Klein Wysotzko, 1943–1945 Klein Hochkirch)[3]

Weitere Ortschaften der Gemeinde sind Antonin-Strugi (Strugi) und Trzcieliny (Tschielny).

## Gemeindepartnerschaften
Mit der französischen Gemeinde Luitré in der Bretagne besteht eine Partnerschaft.